# Pic de la Serrera
Situat a la parròquia d'Ordino, el Pic de la Serrera, de 2.913 metres d'altitud, és una de les muntanyes d'Andorra que superen el 2.900 metres (Comapedrosa, Estanyó, Medacorba, Roca Entravessada, La Portelleta i Font Blanca), el quart cim més alt del Principat d'Andorra. Degut a la seva situació estratègica es converteix en un bon observatori sobre tots els cims andorrans, destacant la visió del Coma Pedrosa, i ja fora de les fronteres andorranes, de la Pica d'Estats i del massís de la Maladeta. El Serrera és conegut per la seva magnífica pala sud, i s'hi pot accedir des de les valls de Ransol i de Sorteny.
Aquest cim està inclòs al llistat dels 100 cims de la FEEC.
Qui puja per la vall de Ransol, pot anar en vehicle per la pista que surt del mateix poble de Ransol i que introdueix per la vall esmentada fins a una zona de pícnic, aproximadament a 1.900 metres d'altitud. Allà ja es troba el cartell indicador inici del camí. El camí està sempre ben marcat i passa per diversos estanys fins al coll de la Mina, on s'ajunta amb el camí que ve de la vall de Sorteny. Només falta girar a la dreta i seguir els 200 metres de desnivell per l'ampla carena que ens deixarà dalt del pic.
El camí per la vall de Sorteny, passa per ell poble del Serrat i uns quilòmetres més amunt comença una pista, a la dreta, al principi asfaltada, amb cartell indicador (Vall de Sorteny). Condueix a l'entrada del parc natural de la Vall de Sorteny, on hi ha una caseta d'informació i una altra zona de pícnic. D'aquest punt surt també el camí que porta per la portella de Rialp, al pic de Font Blanca. Però en seguir la pista, ja no asfaltada, 3 quilòmetres més, s'atansa al final de la carretera, a 1.900 metres d'altitud. Des d'allí, es veurà ja el pic de la Serrera, dominant tota la contrada. A uns 500 metres es troba l'ampli refugi de Sorteny. Seguint el camí per l'esquerra del refugi, es fa camí cap al coll de la Mina. Poc després de passar els 2000 metres, el camí passa el riu per un pont de fusta i, aproximadament a 2200 metres, es troba un altre petit refugi lliure, que quedarà a la dreta segons per qui puja La vegetació ja ha desaparegut i el cim queda a l'esquerra. A poc a poc ens atansem al coll per unes llaçades. Un cop allà, llavors haurem de girar a l'esquerra i seguir el mateix camí per la carena que en l'opció de la vall de Ransol.